# چارلز لئونارد
چارلز لئونارد (انگلیسی: Charles Leonard; ۲۳ فوریهٔ ۱۹۱۳ – ۱۸ فوریهٔ ۲۰۰۶) فرد نظامی اهل ایالات متحده آمریکا بود.
همچنین برندهٔ جوایزی همچون نشان خدمات برجسته (ارتش آمریکا) شده‌است.